# Cathy DeBuono
Cathy DeBuono, née le 20 mars 1970 à Yonkers, New-York (États-Unis), est une actrice, réalisatrice et productrice américaine.

## Biographie

### Vie personnelle
Cathy est née à Yonkers dans l'État de New York mais elle a grandi à Bronxville. Elle devient joueuse de volley-ball, mais une blessure au genou met fin à sa carrière.
En 1994, elle est diplômée de l'Académie américaine d'arts dramatiques de New York.
Cathy est impliquée dans plusieurs projets sur l'homosexualité féminine. Elle est ouvertement lesbienne.

### Carrière
Elle commence sa carrière avec des rôles dans des séries télévisées comme : Le Caméléon, Pacific Blue, Le Flic de Shanghaï, etc.
En 2010, elle joue, réalise et produit une série : We Have to Stop Now.

## Filmographie

### Cinéma
- 2002 : Gay Propaganda : Henria
- 2007 : Out at the Wedding : Risa
- 2009 : Tremble & Spark : Charlie Forest
- 2009 : And Then Came Lola : Danielle
- 2009 : Rose by Any Other Name... : Renee
- 2011 : Bounty (court métrage) : Dani Sanders
- 2012 : A Perfect Ending : Dawn
- 2012 : Itsy Bitsy Spiders (court métrage) : Lucy
- 2013 : Meth Head : Theresa Stevens
- 2014 : Jen Foster: She (court métrage)
- 2014 : Crazy Bitches : Cassie
- 2016 : Crazy Bitches/Get Crazier : Cassie
- 2018 : Snapshots : Marybeth

### Télévision
- 1997 : Jenny : une femme
- 1998 : Le Caméléon : Sgt. Alyssa Padilla
- 1998 : Pacific Blue : Matron Sara Dexter
- 1998 : La Vie à tout prix : une urgentiste
- 1999 : Le Flic de Shanghaï : Joy Waters
- 1999 : Star Trek : Deep Space Nine : M'Pella
- 2003 : Becker : Mme Reynolds
- 2007 : Exes & Ohs : Becca

### Web
- 2008 : 3Way (2 épisodes) : Dr. Angela Carlisi
- 2009-2010 : We Have to Stop Now : Dyna (15 épisodes)

### Productrice
- 2007 : The Touch : productrice associée
- 2010 : We Have to Stop Now : productrice exécutive

### Réalisatrice
- 2010 : We Have to Stop Now